# 増谷くら
増谷 くら（ますたに くら、1896年7月28日 - 1982年3月5日）は、日本の教育者。

## 概要
兵庫県三木市出身。1917年増谷女学校補習科卒業。
増谷かめの養女となり、義母が経営する増谷女学校で学ぶ。卒業してすぐに増谷女学校の教諭となる。1922年に義母が没してから学校の理事に就任。
1965年に自身が理事の学校法人夙川学院が設立した夙川学院短期大学の講師に就任して後に教授になる。1969年に名誉教授になる。
増谷くらの提案で校内で下級生は上級生とすれ違う場合には礼をしようということになった。このように道徳的なものを日常生活で身に付けられるようにしていた。
1980年に定められた夙川学院の教育理念は「愛と誠実」「清新な学識」「清楚にして優雅」であるが、これは増谷くらの提案のもとに検討されていた。

## 受賞
- 1954年産業教育功労者表彰[1]。
- 1967年兵庫県教育功労者表彰[1]。
- 1980年短期大学教育功労者表彰[1]。
- 勲五等瑞宝章[1]。